# Zamia urep
Zamia urep là một loài thực vật thuộc họ Zamiaceae. Đây là loài đặc hữu của Peru. Chúng hiện đang bị đe dọa vì mất môi trường sống.